# Alberto Beingolea
Alberto Ismael Beingolea Delgado (Lima, 19 de noviembre de 1964) es un abogado y político socialcristiano. Se desempeña como periodista deportivo y docente universitario. Fue congresista de la república durante el periodo 2011-2016, electo a través de la Alianza Por el Gran Cambio. Actualmente trabaja en Golperu, señal deportiva exclusiva de Movistar TV.

## Biografía

### Estudios
Realizó sus estudios escolares en Colegio San Luis Maristas de Barranco. 
Cursó Derecho y Ciencias Políticas en la Pontificia Universidad Católica del Perú y se recibió de abogado. Se especializó en Derecho Penal, terminando sus estudios de maestría en dicha especialidad en la misma universidad. 
Como catedrático universitario integra el Departamento Académico de Derecho de la Pontificia Universidad Católica del Perú, donde también dicta, para la Facultad de Ciencias de la Comunicación, los cursos de Periodismo Deportivo y Deontología. Además, es profesor itinerante de Derecho Penal, en la Universidad César Vallejo, materia que también enseñó antes en la Universidad de San Martín de Porres.

### Carrera periodística
Tiene una larga trayectoria como conductor y comentarista deportivo. Comenzó en la televisión a los trece años integrando el elenco del recordado programa Los niños y su mundo, de Yola Polastri.
Fue promovido luego por América Televisión para transmitir el Mundial de España 82 antes de cumplir los dieciocho años y desde entonces integró el personal deportivo de dicho canal, con el que transmitió además el Mundial de México 86, las olimpiadas de Los Ángeles 84 y Seúl 88, eliminatorias mundialistas, mundiales de atletismo, el Mundial de Vóley de Checoslovaquia 86, Copas Libertadores y muchos torneos más.
En 1986, ingresó a América Televisión, donde produjo el programa propio de recuerdos mundialistas Lo mejor del mundial y, luego de ello, asumió la secuencia deportiva de los noticieros Primera plana, junto con Guido Lombardi, Mannie Rey, Pablo Cateriano y María Elena Cantuarias Rey, reemplazó al periodista deportivo Pocho Rospigliosi.
En 1990, tras renunciar a América Televisión por diferencias con la gerencia, fue contratado por Panamericana Televisión para transmitir, con el Veco y Humberto Martínez Morosini, el Mundial de Italia 90.  
En el año 1990, después de Italia 90, decidió aceptar la oferta de Global, donde produjo el programa Goles en Acción, con el que empezaron los programas de fútbol, los domingos por la noche en la televisión peruana. Además, dirigió Acción los sábados y domingos por la tarde y creó toda una gama de programas deportivos diarios, siendo los más recordados Más acción por las mañanas y Acción al día por las noches. En esos espacios surgieron figuras como Gustavo Barnechea, Toño Vargas, Julio Menéndez, Pedro García, Jaime Pulgar Vidal, Bruno Cavassa, Aldo Rojas, Alicia «Chichi» Casanova, Carla Stagnaro, Daniel Peredo, Javier Meneses, Jorge Balarín, Alan Diez y Silvana Arbulú. Además de camarógrafos y editores siendo muy popular Marco Polo Chávez «Perleche» y Percy Gamboa.
Con varios de ellos hizo una gran y extensa cobertura del Mundial de Francia 98 y fue uno de los grandes responsables en exacerbar los ánimos chilenos en el partido que la selección peruana enfrentó a su similar chilena en Santiago de Chile, en octubre de 1997, en la que perdió por 4 a 0, perdiendo así la clasificatoria por diferencia de goles.
En diciembre de 1998, Beingolea se retiró de Astros S. A. y Genaro Delgado Parker, también renunciando a Gisela Valcárcel, Mónica Zevallos, César Hildebrandt y Jorge Henderson.
En marzo de 1999, ingresó a las filas de ATV, también la nueva conductora Olinda Merzthal (como reportera de ATV noticias), donde produjo el programa deportivo El equipo y su programa principal, El equipo de goles, dedicado al fútbol los domingos a las 10:00 p. m., hasta diciembre de 2000. 
En febrero de 2001, ingresó a Latina Televisión, donde produjo los dos programas periodísticos: Frecuencia al día (ahora 90 segundos) y A primera hora, junto con la conducción de Jaime Chincha, Beatriz Alva Hart y Lucero Sánchez. También fue director deportivo de su programa El equipo, que duró hasta inicios del año 2003.
En junio de 2003, ingresó a CMD, donde condujo los programas Crónicas de balón, Versus y Partido aparte, siendo el principal comentarista del Campeonato Descentralizado y de la selección peruana de fútbol, eliminatorias y mundiales de fútbol de 2006 y 2010. En enero de 2011, durante la transmisión del primer programa del año de Versus, renunció a su carrera de treinta y tres años como periodista deportivo. Al respecto, argumentó que había decidido postular al Congreso a solicitud de su partido, el Partido Popular Cristiano (PPC), y que no le parecía ético mantenerse en un programa periodístico de opinión y al mismo tiempo comenzar su carrera política.

## Trayectoria política
Como militante pepecista, participó siendo muy joven en las campañas distritales de retorno a la democracia tras la dictadura de Velasco. Pero recién se inscribió en 2003. Participó en las bases de Barranco y San Isidro, comenzando su carrera dentro del escalafón partidario en el segundo distrito, llegando a dirigir dicha estructura al encargarle la Secretaría General Distrital durante la campaña presidencial de 2006. Luego fue secretario nacional de asuntos electorales. Fue jefe de campaña para las nuevas elecciones municipales realizadas en diferentes distritos y provincias del interior en el año 2007, y fue jefe nacional de personeros para la campaña regional y municipal de 2010. 

### Congresista
Ganó la nominación para integrar la lista de postulantes al Congreso para las elecciones de 2011, recibiendo a su pedido el número 10 de la lista. Su eslogan de campaña fue «El 10 entra a la cancha». Ganó la curul, convirtiéndose en el tercer parlamentario más votado, con más de 170 000 votos preferenciales, la cifra más alta que recuerde su partido en la capital peruana.
Durante su primer año como parlamentario, fue presidente de la Comisión de Justicia; el segundo presidió una comisión especial multipartidaria de homenaje por el centenario del nacimiento de Ernesto Alayza y Mario Polar; y en su tercer año fue elegido vocero de la bancada PPC-APP.
Se le conoce como un pepecista doctrinario y permanente visitador de las bases en todo el Perú. 
A fines de 2015, luego de que se anunciara la alianza entre el PPC y el APRA con miras a las elecciones generales de 2016, Beingolea anunció que no postularía a la reelección parlamentaria.
El 15 de diciembre de 2016, sufrió un accidente vehicular, cuando circulaba a bordo de un auto por la avenida Caminos del Inca, en el distrito de Surco. El auto impactó con un ómnibus de transporte público, lo que ocasionó que Beingolea saliera impulsado del vehículo, cayendo en la berma central, mientras que el que iba de copiloto, Roger Pingo (rector de la Universidad Señor de Sipán), murió en el acto. Beingolea fue hospitalizado y logró recuperarse de sus lesiones.
El 16 de diciembre de 2017, fue elegido presidente del PPC, tras derrotar en las elecciones internas a Javier Bedoya de Vivanco. Reconoció que su partido atravesaba la crisis más severa de su historia y que era necesario hacer una reingeniería partidaria.

### Candidatura a la alcaldía de Lima
Beingolea fue seleccionado como candidato del Partido Popular Cristiano a la alcaldía de Lima para las elecciones municipales de Lima de 2018. Terminó en cuarto lugar en las elecciones con el 4.46 % del voto popular, aunque tuvo un desempeño fuerte en los debates contra el exalcalde Ricardo Belmont.
Beingolea calificó de «golpe de Estado» la disolución del Congreso de la República del Perú en 2019.

### Candidatura presidencial
Para las elecciones generales de Perú de 2021, Beingolea anunció el establecimiento de Unidad Nacional, una mesa redonda de liderazgo de partido del Partido Popular Cristiano para analizar opciones si ellos se presenta en coalición o de forma independiente. La mesa logró negociar con una variedad de personalidades políticas y partidos hasta llegar a un acuerdo con César Acuña, de Alianza para el Progreso. La alianza se firmó oficialmente el 12 de octubre de 2020; pero duró solo seis días tras la revelación de disconformidad por parte de la dirigencia del PPC, principalmente la secretaria general del partido, Marisol Pérez Tello, quien rechazó a Acuña al afirmar que «no apoyaría a un plagiario». La prensa reveló audios filtrados y la alianza se rompió casi de inmediato.
Tras el fallido acuerdo con APP, Beingolea anunció que postularía para la candidatura a la presidencia de la república en el partido. Obtuvo formalmente la candidatura el 29 de noviembre de 2020. En las elecciones generales de 2021, obtuvo el 1.99 % de los votos válidos. El 15 de abril de 2021, presentó su renuncia a la presidencia del PPC.

## Televisión
- Domingos deportivos (1988-1990), América Televisión
- Primera plana (bloque deportivo) (1987-1989), América Televisión
- Mundial Italia 90, Panamericana Televisión
- Acción (1990-1998), Global Televisión
- Goles en Acción (1992-1998), primera etapa en Global Televisión
- Más acción (1992-1998), Global Televisión
- Las mañanas de Acción (1998), Red Global
- El equipo (1999-2002), ATV y Latina Televisión
- El equipo de goles (1999-2002), ATV y Latina Televisión
- A primera hora (bloque deportivo) (2001), Latina Televisión
- Frecuencia al día (bloque deportivo) (2001), Latina Televisión
- 90 segundos (bloque deportivo) (2001-2003), Latina Televisión
- Crónicas de balón (2003-11), CMD
- Versus (2003-2011), CMD
- Partido aparte (2003-2011), junto con Daniel Peredo, CMD
- Willax en acción (2017-2018), Willax Televisión
- Goles en Acción (2018), segunda etapa en Willax Televisión
- Hablemos de deporte (2018-2021), Sol TV
- La tribuna (2021-presente), Golperu